# 第12回ダヴィッド・ディ・ドナテッロ賞
第12回ダヴィッド・ディ・ドナテッロ賞（だい12かいダヴィッド・ディ・ドナテッロしょう）の授賞式は、1967年7月29日にタオルミーナで行われた。

## 受賞者一覧

### 監督賞
- ルイジ・コメンチーニ（『Incompreso』）

### プロデューサー賞
- マリオ・チェッキ・ゴーリ（『カロリーナ』）
- FAI（『じゃじゃ馬ならし』）

### 主演女優賞
- シルヴァーナ・マンガーノ（『華やかな魔女たち』）

### 主演男優賞
- ヴィットリオ・ガスマン（『カロリーナ』）
- ウーゴ・トニャッツィ（『ヨーロッパ式クライマックス』）

### 外国人監督賞
- デヴィッド・リーン（『ドクトル・ジバゴ』）

### 外国人プロデューサー賞
- カルロ・ポンティ（『ドクトル・ジバゴ』）

### 外国人女優賞
- ジュリー・クリスティ（『ドクトル・ジバゴ』）
- エリザベス・テイラー（『じゃじゃ馬ならし』）

### 外国人男優賞
- リチャード・バートン（『じゃじゃ馬ならし』）
- ピーター・オトゥール（『将軍たちの夜』）

### ゴールデン・プレート
- ヤン・カダール、エルマール・クロス（監督、『大通りの店 』）
- グラツィエッラ・グラナータ（俳優、『La ragazza del bersagliere』）
- ロベール・ドルフマン（プロデューサー、『大進撃』）
- イングマール・ベルイマン（監督、功労賞）

### ダヴィッド特別賞
- ステファノ・コラグランデ、シモーネ・ジャンノッツィ（俳優、『Incompreso』）